# Sahg
A Sahg (ejtsd: szág) norvég rockegyüttes. Doom metal, heavy metal és hard rock műfajokban játszanak. 2004-ben alakultak meg Bergen-ben.

## Története
A Sahg-ot Tom Cato Visnes, Kvitrafn (Einar Selvik), Olav Iversen és Thomas Tofthagen zenészek alapították. Első kiadványuk egy demó volt, amelyet megalakulásuk évében, 2004-ben jelentettek meg. A független svéd lemezkiadónak, a Regain Records-nak tetszett az együttes zenéje, ezért leszerződtette őket. 2005-ben elkezdtek dolgozni az első albumon, amely végül 2006-ban jelent meg. Ezután turnézni kezdtek, majd a turnéról visszatérve dolgozni kezdtek második stúdióalbumukon, amely 2008-ban került a boltok polcaira. 2010-ben, 2013-ban és 2016-ban újabb lemezeket jelentettek meg. A SAHG az angol nyelvben a "Structure Atlas of Human Genom" rövidítése. Lemezeiket a Regain Records és az Indie Recordings kiadók dobják piacra.

## Tagjai
- Olav Iversen – ének, gitár (2004–)
- Tony Vetaas – basszusgitár (2011–)
- Mads Lilletvedt – dobok (2015–)
- Ole Walaunet – gitár (2015–)

## Korábbi tagok
- Tom Cato Visnes - basszusgitár (2004-2011)
- Einar Selvik - dobok (2004-2006)
- Thomas Tofthagen - gitár (2004-2015)
- Tor Bjarne Bjellan - dobok (2006-2007)
- Kjetil Greve - ideiglenes dobok
- Thomas Lonnheim - dobok (2009-2015)
- Kim Gulbrandsen - billentyűk (koncerteken)

## Diszkográfia
- Sahg I - nagylemez, 2006
- Sahg II - nagylemez, 2008
- Sahg III - nagylemez, 2010
- Delusions of Grandeur - nagylemez, 2013
- Memento Mori - nagylemez, 2016